# Großer Preis von Belgien 1933

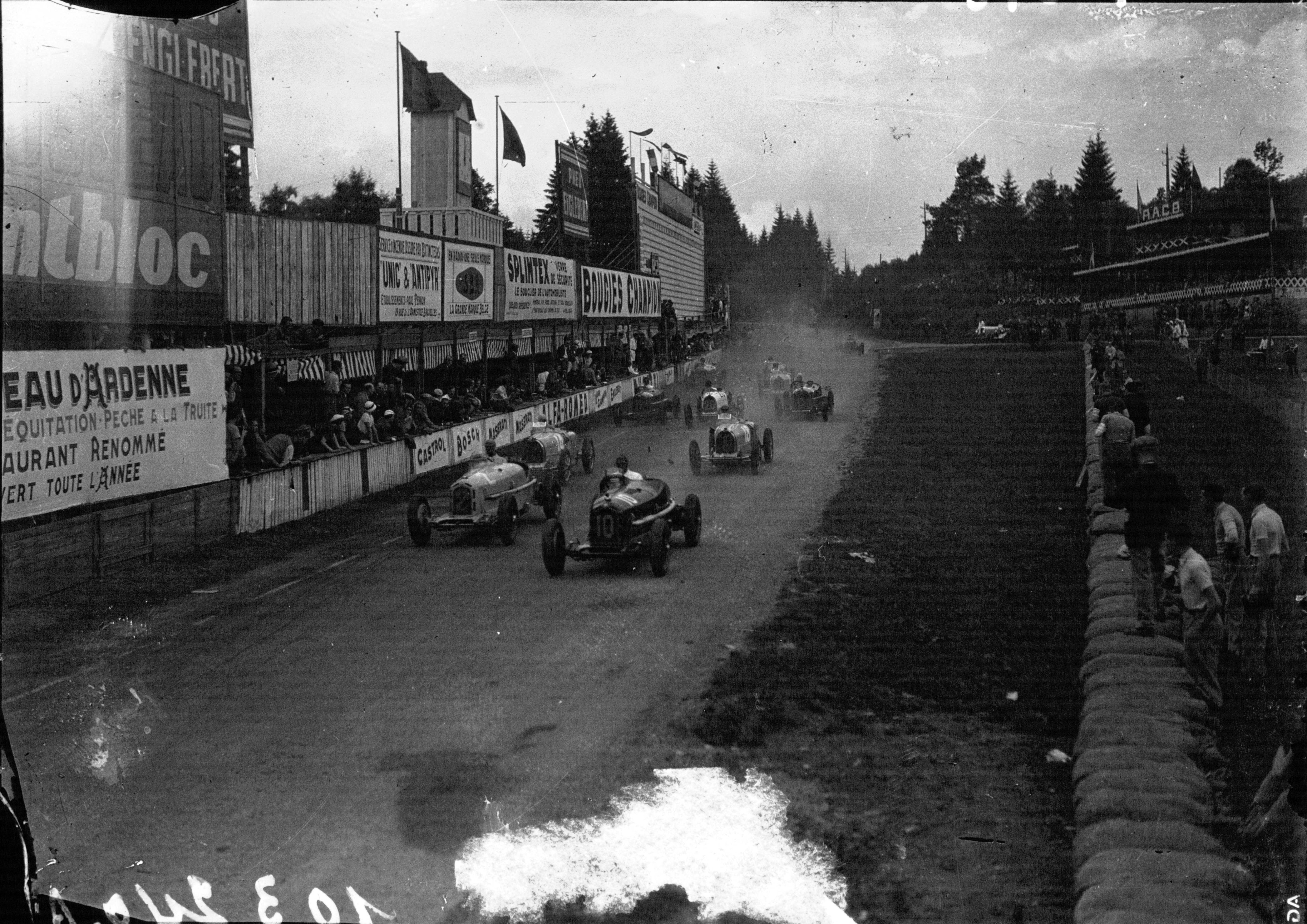
Start zum Großen Preis von Belgien

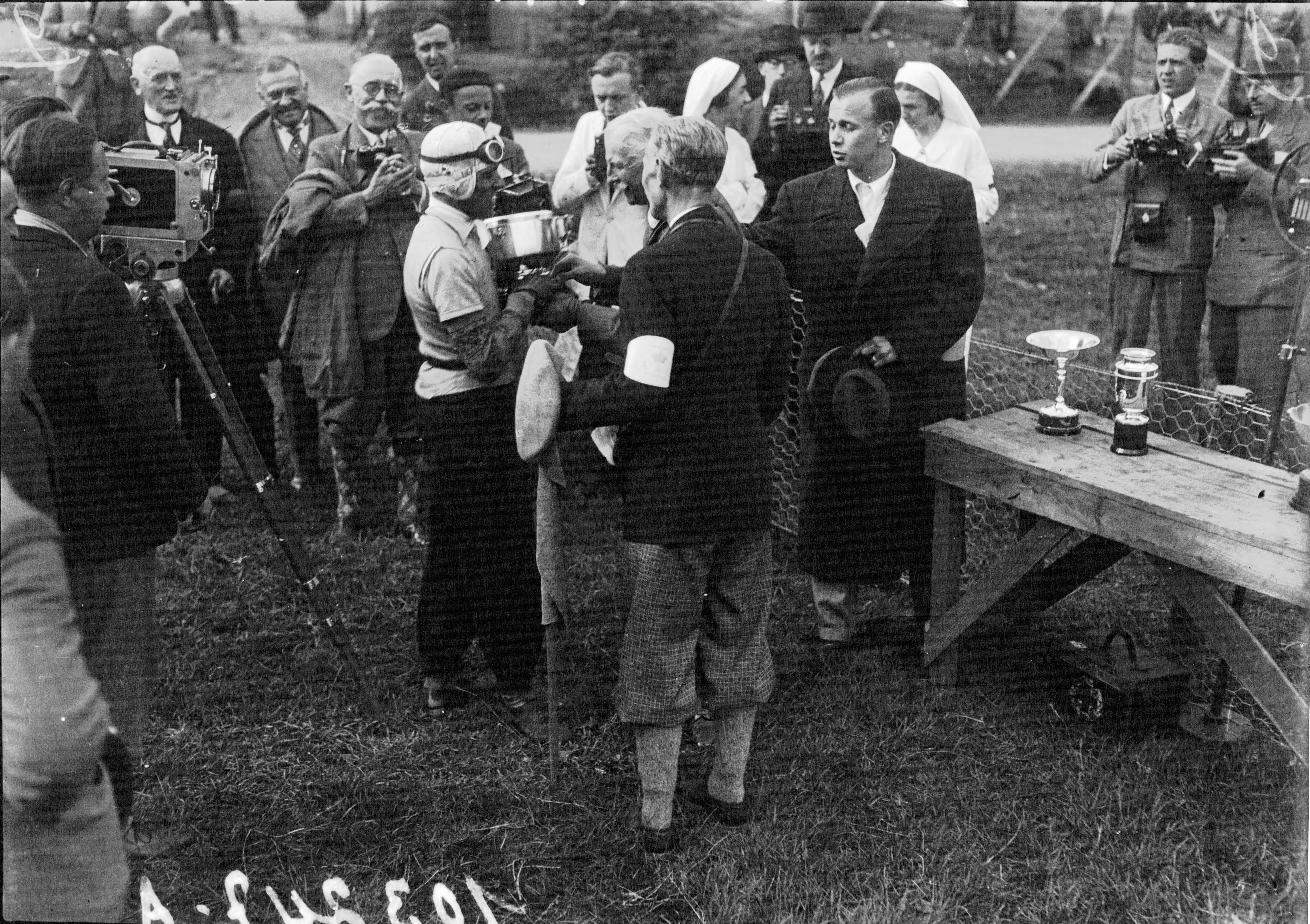
Rennsieger Tazio Nuvolari

Der IV. Große Preis von Belgien fand am 9. Juli 1933 auf dem Circuit de Spa-Francorchamps statt. Das Rennen zählte zu den Grandes Épreuves und wurde nach den geltenden Bestimmungen (Mindestdistanz 500 km) über 40 Runden à 14,915 km ausgetragen, was einer Gesamtdistanz von 596,6 km entsprach.
Sieger wurde Tazio Nuvolari auf einem Maserati 8CM.

## Rennen
Das größte Aufsehen rund um den Großen Preis von Belgien 1933 erzeugte zweifellos der Wechsel Tazio Nuvolaris von Alfa Romeo zu Maserati. Der kleine italienische Rennwagenbauer war seit 1926 im Grand-Prix-Sport aktiv, hatte seitdem jedoch meist im Schatten von Alfa Romeo und Bugatti gestanden. Für die Saison 1933 hatte sich Alfa Romeo werksseitig vom Grand-Prix-Sport zurückgezogen und der Scuderia Ferrari nur ältere Modelle Alfa Romeo Typ „Monza“ überlassen. Ebenso war es Bugatti infolge wirtschaftlicher und technischer Stagnation bislang nicht gelungen, ein neues konkurrenzfähiges Grand-Prix-Modell herauszubringen, sodass auch hier zunächst meist ältere Bugatti Type 51, vorwiegend durch private Besitzer, zum Einsatz kamen.
Maserati hatte dagegen mit dem Maserati 8CM den ersten eigenen Monoposto herausgebracht. Zwar erwies sich die Straßenlage zu Beginn der Saison als problematisch, weil das extrem schmale Chassis nicht verwindungssteif genug ausgelegt war, da die Erfahrung mit der neuen Fahrzeugart noch fehlte. Der 3-Liter-Reihenachtzylindermotor hatte jedoch gegenüber den Konkurrenten einen klaren Leistungsvorteil. Das war mit Maseratis erstem Grand-Prix-Sieg durch Giuseppe Campari beim vorangegangenen französischen Grand Prix deutlich geworden, wo der Motor in ein älteres zweisitziges Vorjahresmodell eingebaut gewesen war.
Eben bei diesem Rennen hatte Ferraris Spitzenfahrer Tazio Nuvolari ein Desaster erlebt. Denn während Training und Rennen war er dreimal mit überfordertem Material liegen geblieben. Außerdem gab es zwischen ihm und Rennstallbesitzer Enzo Ferrari schon seit einer Weile Streit, weil Nuvolari Mitspracherechte bei der Führung des Teams beanspruchte. Als Nuvolari daraufhin beim Rennen in Reims – eine Woche vor dem Großen Preis von Belgien – seinen Alfa Romeo einmal mehr mit ausgefallener Kraftübertragung vorzeitig abstellen musste, nahm er umgehend Kontakt zu Ernesto Maserati auf, der bei Maserati die Leitung des Familienunternehmens nach dem Tod seines Bruders Alfieri übernommen hatte. Maserati hatte für das bevorstehende Rennen in Belgien ein Cockpit frei, nachdem Campari in Reims am Auge verletzt worden war. Allerdings war Nuvolari vertraglich an Ferrari gebunden, der seinen Spitzenfahrer nicht ohne Weiteres zur Konkurrenz abwandern lassen wollte. Bei einem Gespräch zwischen Nuvolari, Ferrari und Maserati wurde schließlich vereinbart, dass Nuvolari beim Training in Spa-Francorchamps beide Autos – neben dem Maserati auch seinen angestammten „Monza“ – fahren durfte, um sich für das Rennen zwischen beiden zu entscheiden. Um den Vertrags- und Meldeformalitäten zu genügen, sollte der Maserati dabei nominell unter der Bewerbung von Ferrari laufen, aber von Maserati-Mechanikern betreut werden.
Als die Entscheidung schließlich tatsächlich zugunsten des Maserati fiel, war das angesichts der bekannten Defizite des Modells eine gewisse Sensation. Nuvolari hatte schon nach wenigen Runden im Training die Schwachstelle erkannt und verbrachte das Auto kurzerhand selbst in eine Werkstatt der Imperia-Werke in Lüttich, wo er über Nacht zusammen mit seinem Mechaniker und einem Angestellten des Werks umfangreiche Versteifungen am Chassis anbrachte.
Neben diesen Begebenheiten hatte es im Vorfeld des Belgischen Grand Prix weiteren Gesprächsstoff gegeben. Nachdem Bugatti mit dem Französischen Grand Prix zuvor sogar sein Heimrennen ausgelassen hatte, war es dem kriselnden Werk in der Zwischenzeit offenbar gelungen, wenigstens einen neuen Bugatti Type 59 mit 2,8-Liter-Motor fahrbereit zu machen. In der Tat erschien Achille Varzi damit zu Beginn des Trainings für ein paar langsame Runden, wonach das Auto jedoch umgehend wieder weggepackt wurde, weil der Fahrer weder die Straßenlage noch die Bremsen als renntauglich befunden hatte. So musste er für das Rennen ebenso wie seine Teamkollegen René Dreyfus und William Grover-Williams (wie immer unter dem Pseudonym „W. Williams“ antretend) wieder mit dem alten Type 51 vorliebnehmen.
So turbulent die Ereignisse im Vorfeld des Grand Prix gewesen waren, so eindeutig war der Verlauf des Rennens selbst. Obwohl Nuvolari bei der Auslosung der Startpositionen Pech gehabt hatte und das Rennen von ganz hinten aufnehmen musste, arbeitete er sich mit dem Maserati bis zum Ende der ersten Runde bereits durch das gesamte Feld hindurch an die Spitze und baute in der Folge seinen Vorsprung kontinuierlich aus. Dahinter konnten nur Nuvolaris Freund und immer noch nomineller Teamkollege Mario Umberto Borzacchini und der auf eigene Rechnung fahrende Louis Chiron mit ihren beiden Alfa Romeo „Monza“ halbwegs den Anschluss halten, während der Rest der Teilnehmer nach kurzer Zeit so weit abgeschlagen war, dass keiner von ihnen mit dem Ausgang des Rennens etwas zu tun haben konnte. Kurz vor der Hälfte des Rennens musste Nuvolari zum Reifenwechseln und Nachtanken an die Box, wodurch Chiron, Borzacchini und vorübergehend auch Varzi vorbeikamen. Der Bugatti-Fahrer wurde jedoch bald von Nuvolari wieder passiert.  Nachdem zur Rennhälfte erst Chiron mit Differentialschaden und kurz darauf Borzacchini mit Motordefekt aufgegeben hatte, musste Nuvolari den Maserati praktisch nur noch heil über die verbleibenden Runden bringen, um das Rennen zu gewinnen, was ihm offenbar ohne größere Mühe gelang.
Im Gegensatz dazu hätte Varzi dahinter seinen zweiten Platz kurz vor Schluss beinahe verloren, als er eingangs der letzten Runde mit seinem Bugatti noch einmal einen Reifenstopp einlegen musste. Er schaffte den Radwechsel jedoch in für damalige Verhältnisse unglaublichen 14 Sekunden, sodass er noch drei Sekunden Vorsprung auf seinen Teamkollegen Dreyfus ins Ziel retten konnte.

## Ergebnisse

### Meldeliste
| Team                              | Nr. a | Fahrer                    | Info  | Chassis          | Motor                         | Reifen |
| --------------------------------- | ----- | ------------------------- | ----- | ---------------- | ----------------------------- | ------ |
| Scuderia Chiron-Caracciola        | 02    | Louis Chiron              |       | Alfa Romeo Monza | Alfa Romeo 2.3L I8 Kompressor |        |
| Marcel Lehoux                     | 04    | Marcel Lehoux             |       | Bugatti T51      | Bugatti 2.3L I8 Kompressor    |        |
| Guy Moll                          | 06    | Guy Moll                  |       | Alfa Romeo Monza | Alfa Romeo 2.3L I8 Kompressor |        |
| Raymond Sommer                    | 08    | Raymond Sommer            |       | Alfa Romeo Monza | Alfa Romeo 2.6L I8 Kompressor | M      |
| Scuderia Ferrari                  | 10    | Mario Umberto Borzacchini |       | Alfa Romeo Monza | Alfa Romeo 2.6L I8 Kompressor | E      |
| Scuderia Ferrari                  | 12    | Eugenio Siena             |       | Alfa Romeo Monza | Alfa Romeo 2.6L I8 Kompressor | E      |
| Scuderia Ferrari                  | 22    | Tazio Nuvolari            |       | Maserati 8CM     | Maserati 3.0L I8 Kompressor   | E      |
| Scuderia Ferrari                  |       | Tazio Nuvolari            | DNS b | Alfa Romeo Monza | Alfa Romeo 2.6L I8 Kompressor | E      |
| Scuderia Ferrari                  |       | Piero Taruffi             | RES   |                  |                               | E      |
| Automobiles Ettore Bugatti        | 14    | Achille Varzi             |       | Bugatti T51      | Bugatti 2.3L I8 Kompressor    | M      |
| Automobiles Ettore Bugatti        | 16    | William Grover-Williams   |       | Bugatti T51      | Bugatti 2.3L I8 Kompressor    | M      |
| Automobiles Ettore Bugatti        | 18    | René Dreyfus              |       | Bugatti T51      | Bugatti 2.3L I8 Kompressor    | M      |
| Automobiles Ettore Bugatti        |       | Achille Varzi             | DNS c | Bugatti T59      | Bugatti 2.8L I8 Kompressor    | M      |
| Edgard Markiewicz & Walter Grosch | 20    | Edgard Markiewicz         |       | Bugatti T35B     | Bugatti 2.3L I8 Kompressor    |        |
| Edgard Markiewicz & Walter Grosch |       | Walter Grosch             | DNA   | Alfa Romeo Monza | Alfa Romeo 2.3L I8 Kompressor |        |
| Officine Alfieri Maserati         | 24    | Goffredo Zehender         |       | Maserati 8CM     | Maserati 3.0L I8 Kompressor   |        |
| Officine Alfieri Maserati         |       | Giuseppe Campari          | DNA d | Maserati 8CM     | Maserati 3.0L I8 Kompressor   |        |
| Equipe Villars-Waldthausen        |       | Horst von Waldthausen     | DNA e | Alfa Romeo Monza | Alfa Romeo 2.3L I8 Kompressor |        |
| Equipe Villars-Waldthausen        |       | Julio Villars             | DNA e | Alfa Romeo Monza | Alfa Romeo 2.3L I8 Kompressor |        |
| Jean-Pierre Wimille               |       | Jean-Pierre Wimille       | DNA   | Alfa Romeo Monza | Alfa Romeo 2.3L I8 Kompressor |        |
| Willy Longueville                 |       | Willy Longueville         | DNA f | Bugatti T35B     | Bugatti 2.3L I8 Kompressor    |        |

### Startaufstellung
Die Startpositionen wurden in der Reihe der ausgelosten Startnummern vergeben.
| Moll     |             | Lehoux |          | Chiron |
|          |             |        |          |        |
|          | Borzacchini |        | Sommer   |        |
|          |             |        |          |        |
| Williams |             | Varzi  |          | Siena  |
|          |             |        |          |        |
|          | Markiewicz  |        | Dreyfus  |        |
|          |             |        |          |        |
|          | Zehender    |        | Nuvolari |        |

### Rennergebnis
| Pos. | Fahrer                    | Konstrukteur | Runden | Stopps | Zeit       | Start | Schnellste Runde | Ausfallgrund                  |
| ---- | ------------------------- | ------------ | ------ | ------ | ---------- | ----- | ---------------- | ----------------------------- |
| 01   | Tazio Nuvolari            | Maserati     | 40     |        | 4:09:11 h  | 10    | 6:01 min         |                               |
| 02   | Achille Varzi             | Bugatti      | 40     |        | + 3:45 min | 7     |                  |                               |
| 03   | René Dreyfus              | Bugatti      | 40     |        | + 3:48 min | 9     |                  |                               |
| 04   | Marcel Lehoux             | Bugatti      | 40     |        | + 4:17 min | 2     |                  |                               |
| 05   | Eugenio Siena             | Alfa Romeo   | 40     |        | + 7:59 min | 6     |                  |                               |
| 06   | William Grover-Williams   | Bugatti      | 40     |        | + 1 Runde  | 8     |                  |                               |
| 07   | Raymond Sommer            | Alfa Romeo   | 35     |        | + 5 Runden | 4     |                  |                               |
| —    | Mario Umberto Borzacchini | Alfa Romeo   | 22     |        | DNF        | 5     |                  | gebrochene Pleuelstange       |
| —    | Guy Moll                  | Alfa Romeo   | 20     |        | DNF        | 3     |                  | Kupplung- und Getriebeschaden |
| —    | Louis Chiron              | Alfa Romeo   | 20     |        | DNF        | 1     |                  | Differentialschaden           |
| —    | Edgard Markiewicz         | Bugatti      | 20     |        | DNF        | 12    |                  | Unfall                        |
| —    | Goffredo Zehender         | Maserati     | 11     |        | DNF        | 11    |                  | defekte Kraftübertragung      |